# Biuro do Spraw Papieru
Biuro do Spraw Papieru – jednostka organizacyjna powołana przy Prezesie Rady Ministrów, istniejąca w latach 1950–1972, mająca na celu wydawanie zarządzeń i poleceń oraz sprawowanie kontroli w zakresie racjonalnego zużywania wytworów oraz przetworów papierniczych w stosunku do wszystkich jednostek organizacyjnych oraz współpracę z Państwową Komisją Planowania Gospodarczego w ustalaniu planu produkcji przemysłu papierniczego i rozdziału tej produkcji w stosunku do potrzeb zaopatrzenia i spożycia oraz celowości zużycia surowców i wytworów.

## Powołanie Biura
Na podstawie uchwały Prezydium Rządu z 1950 r. o utworzeniu Biura do Spraw Papieru ustanowiono Biuro.

## Zakres działania Biura
Do zakresu działania Biura w szczególności należało:
- sporządzanie globalnych planów zaopatrzenia w zakresie zużycia papieru do druku,
- zatwierdzanie gatunków, klas i gramatur papieru przeznaczonego na określone cele,
- analizowanie ilości i jakości planowanego zużycia papieru dla innych potrzeb produkcyjnych i spożycia,
- opiniowanie wobec Państwowej Komisji Planowania Gospodarczego wszystkich planów przetwórstwa papierniczego w odniesieniu do celowości wykonania,
- zatwierdzanie globalnych zapotrzebowań ministerstw i urzędów centralnych na papiery przeznaczone do bezpośredniego użytku biurowego,
- rozdział papieru przeznaczonego na wydawnictwa prasowe, książki i wszelkie inne druki.

## Kierowanie Biurem
Dyrektora Biura powoływał i odwoływał Prezes Rady Ministrów. Dyrektor Biura brał udział w posiedzeniach Centralnej Komisji Wydawniczej w sprawach dotyczących gospodarki papierem. Dla opracowywania poszczególnych zagadnień wynikających z uchwały Dyrektor powoływał oddzielnie komisje (zespoły) spośród specjalistów z zakresu odnośnych tematów i przedstawicieli zainteresowanych resortów i urzędów.

## Zniesienie Biura
Na podstawie uchwały Rady Ministrów z 1972 r. w sprawie utraty mocy obowiązującej niektórych uchwał Rady Ministrów, Prezydium Rządu, Komitetu Ekonomicznego Rady Ministrów i Komitetu Ministrów do Spraw Kultury, ogłoszonych w Monitorze Polskim zlikwidowano Biuro.